# Оспа (приток Тагана)
Оспа — река в Томской области России. В верховье, до слияния с Красной, носит название Кунчурук и протекает по Новосибирской области. Устье реки находится в 26 км по правому берегу реки Таган. Длина реки составляет 67 км, площадь водосборного бассейна 693 км².
Населённые пункты на реке: Кунчурук, Кустово.

## Притоки
- 3 км: Берёзовая (пр)[4];
- Кирек (пр)[6];
- 18 км: Красная (Бура) (пр)[4];
- Калиновка (пр)[7];
- Падун (пр)[7].

## Данные водного реестра
По данным государственного водного реестра России относится к Верхнеобскому бассейновому округу, водохозяйственный участок реки — Обь от Новосибирского гидроузла до впадения реки Чулым, без рек Иня и Томь, речной подбассейн реки — бассейны притоков (Верхней) Оби до впадения Томи. Речной бассейн реки — (Верхняя) Обь до впадения Иртыша.